# Fontenoy (Antoing)
Pour les articles homonymes, voir Fontenoy.
Fontenoy (en picard Font'no) est une section de la ville belge d'Antoing, située en Wallonie picarde dans la province de Hainaut.
C'était une commune à part entière avant la fusion des communes de 1977.

## Toponymie
Étymologie possible : lieu aux fontaines
Anciennes formes : 1189 Fontineto

## Géographie

### Lieux-dits
Bourgeon, Cavay, Ronquoy.

## Évolution démographique
- Sources : INS, Rem. : 1831 jusqu'en 1970 = recensements, 1976 = nombre d'habitants au 31 décembre.

## Histoire
Le 11 mai 1745, l'armée de Louis XV de France, commandée par le maréchal Maurice de Saxe (1696-1750), remporta la bataille de Fontenoy sur la coalition austro-anglo-hollando-hanovrienne de William Augustus, duc de Cumberland. Ce fut le signal de l'invasion française des Pays-Bas autrichiens.
Anecdote : Fontenoy est le lieu où Joseph d'Anterroches aurait prononcé la phrase « Messieurs les Anglais, tirez les premiers ! » qui fit les délices de Pierre Daninos dans ses célèbres Carnets du Major Thompson où il imagine un Britannique composant un livre où notamment il est question de cette bataille et du mot resté célèbre qui lui est associé.

## Galerie

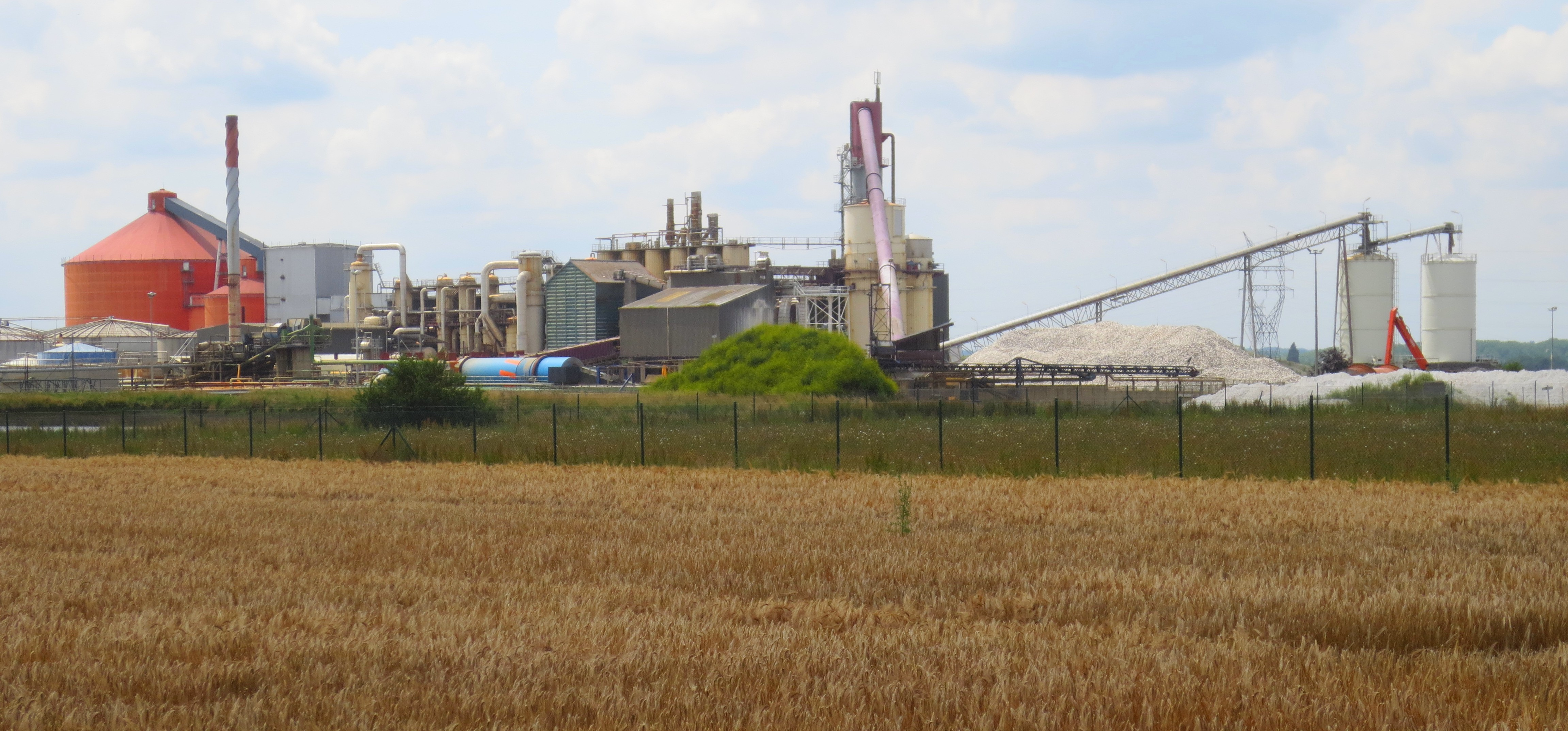
La sucrerie.
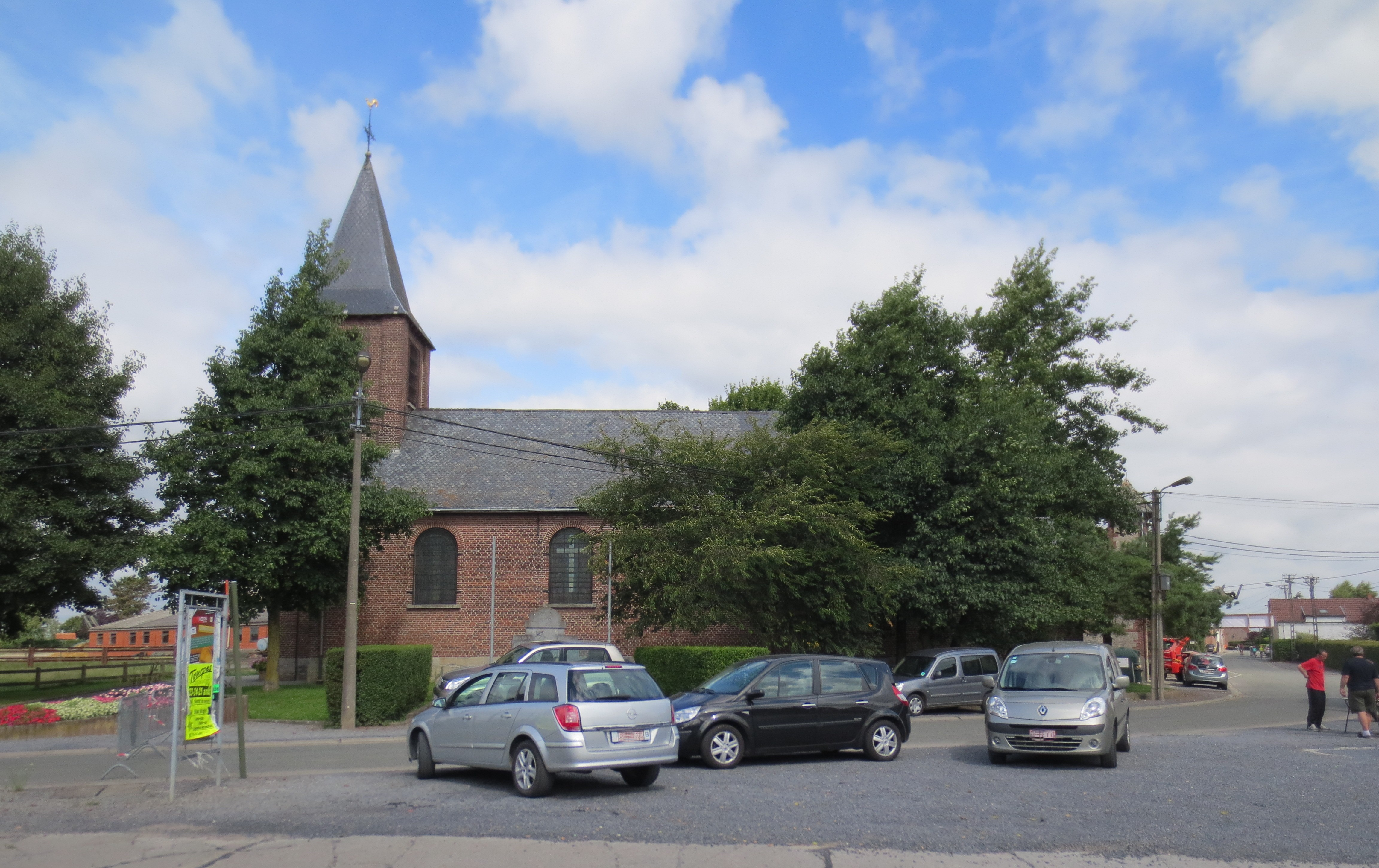
La place.
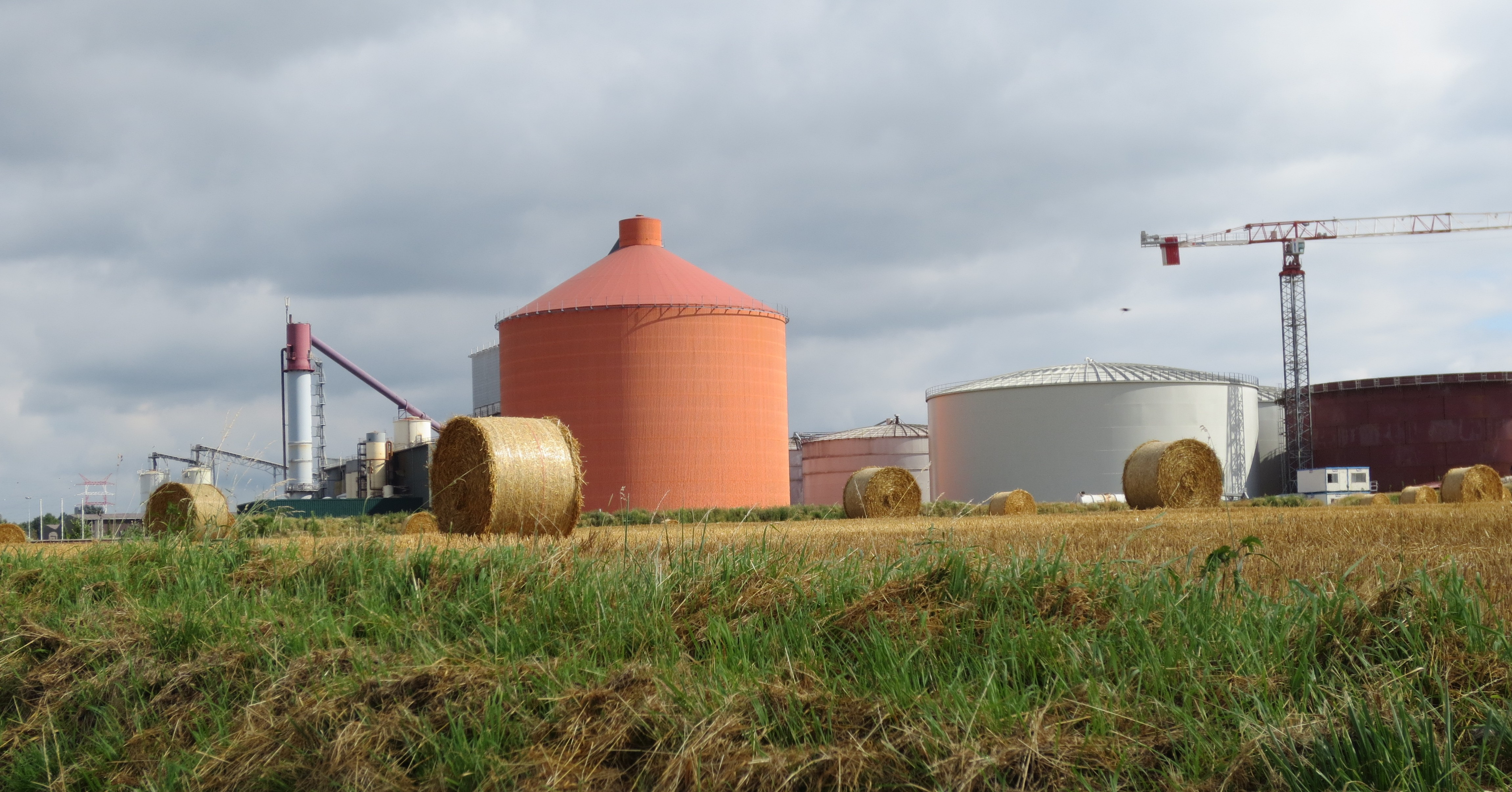
Fontenoy en été.